# Barreiros (Pernambuco)
Barreiros es un municipio brasileño del estado de Pernambuco. Localizado en la Región Geográfica Intermedia del Recife y en la Región Geográfica Inmediata de Barreiros-Sirinhaém. Está ubicado a 102 km de la capital pernambucana Recife. Tiene una población estimada al 2020 de 42.764 habitantes.

## Historia
El actual municipio de Barreiros comenzó como una aldea cuyo jefe descendía de Filipe Camarão (uno de los líderes del Insurrección Pernambucana). Aunque los primeros habitantes de la región fueron los indios Caetés.
El nombre Barreiros proviene de las excavaciones de barro rojo hechas en el suelo por los cerdos Caititus, muy abundantes en el lugar.
La parroquia de Barreiros, que tendría como patrón San Arcángel Miguel, fue creado por acto de la mesa de conciencia y orden el año de 1786.
La Ley Provincial n.º 314 del 13 de mayo de 1853, elevó su estatus a la categoría de villa, como parte del municipio de Água Preta. La villa fue emancipada el 19 de julio de 1860. Por la ley provincial n.º 38, de 3 de julio de 1860, elevó la villa de Barreiros la categoría de ciudad, haciéndose autónomo.
A comienzos del siglo XX, se inauguraron en el municipio de Barreiros una estación de trenes y el puente Estácio Coimbra, alcalde de Barreiros en 1895 y diputado federal.